# 日產體育場 (橫濱市)
橫濱國際綜合競技場（日语：／ Yokohama Kokusai Sōgō Kyōgijō */?）位於日本神奈川縣橫濱市，是日本容納人數最多的多用途體育場，1998年3月落成啟用，共設有73,237座位。該球場是2002年世界盃足球賽決賽舉行場地，目前則為日本職業足球甲級聯賽（J League）隊伍橫濱水手的主場。
橫濱國際綜合競技場在2002年世界盃足球賽共舉行過4場賽事，包括3場分組賽，以及2002年6月30日舉行的決賽（巴西對德國），最終由巴西以2比0取勝獲得冠軍。
自2005年3月1日起，日產汽車（橫濱水手母公司）取得橫濱國際綜合競技場的冠名權，並將該體育場改稱為「日產體育場」（ Nissan Sutajiamu），略稱為「日產S」（日産ス）。球場在2005年開始成為国际足联俱乐部世界杯的決賽舉行場地。但由於國際足協不允許球場使用贊助商的名稱，因此在比賽舉行期間球場使用原名。
橫濱國際綜合競技場也是2019年世界盃橄欖球賽的比賽場地之一，共舉行過7場賽事，包括4場分組賽，以及2019年11月2日舉行的決賽（英格蘭對南非），最終由南非以32比12取勝獲得冠軍。

## 體育競賽、演唱會、活動等

### 每年慣例舉行
- Junior Olympic 陸上競技大會（ジュニアオリンピック陸上競技大会，每年10月下旬）
- JA全農CHIBIRINPIC（JA全農チビリンピック，每年5月5日）
- 横濱市立小學體育大會（每年10月中旬～11月上旬共4日）
- 桐蔭學園體育节（每年約10月下旬～11月上旬）
- 日產體育場競技單車節 feat. BikeNavi（スタジアムサイクルパークフェスティバル feat. BikeNavi，10月上旬）
- 第53回日本國民體育大會（かながわ・ゆめ国体）

### 演唱會
- B'z（1999年、2002年、2008年、2013年、2018年、2023年）首次在此開演唱會的組合，亦是目前開唱過最多次及入場人數最多的組合（2013年一場7萬5千人，兩場共15萬人）
- 矢澤永吉（1999年、2012年）首位在此開演唱會的歌手
- SMAP（2003年、2005年、2006年）
- 南方之星（2003年、2008年、2013年）
- THE ROCK ODYSSEY（2004年搖滾音樂節）
- Mr.Children（2004年、2007年、2011年、2015年、2017年、2022年）目前開唱過最多次的樂團
- 柚子（2005年）
- GLAY（2009年）
- 放浪兄弟（2010年）
- X JAPAN（2010年）
- 生物股長（2011年）
- 彩虹樂團（2012年）
- AKB48（2013年）
- 桃色幸運草Z（2013年、2014年、2016年）
- 东方神起（2013年、2018年）首個在此開演唱會的外國團體
- BiS（日语：BiS）（2014年）首次在此的演唱會，結束後他們解散
- SEKAI NO OWARI（2015年）
- 福山雅治（2015年）
- BUMP OF CHICKEN（2016年）
- 決明子 (團體)（2016年）
- Andre Rieu（2019年）
- 藤井風（2021年、2024年）
- 關西傑尼斯8（2022年）
- 乃木坂46（2022年）
- King Gnu（2023年）
- UVERworld （2023年）7月29日、7月30日連續兩天演出，總動員14萬4000人，尤其7月30日男子限定演唱會更是創下團體結成23年來，男性觀眾最多（7萬2000人）演唱會場次[3]。
- SEVENTEEN（2024年）
- TWICE（2024年）首個在此開演唱會的外國女團
- ONE OK ROCK （2025年）
- Snow Man(2025年）

## 外部連結
- 日產體育場官方網站 （页面存档备份，存于）

| 前任： 法蘭西體育場 （法國巴黎）       | 國際足協世界盃 決賽舉行場地 2002年 | 繼任： 柏林奧林匹克體育場 （德國柏林） |
| 前任： 特威克納姆體育場 （英格蘭倫敦） | 世界杯榄球赛 決賽舉行場地 2019年   | 繼任： 法蘭西體育場 （法國巴黎）       |